# Леже (Атлантическая Луара)
 Леже  (фр. Legé) — коммуна на западе Франции, находится в регионе Пеи-де-ла-Луар, департамент Атлантическая Луара, округ Нант, кантон Сен-Фильбер-де-Гран-Льё. Расположена в 40 км к югу от Нанта и в 31 км к северу от Ла-Рош-сюр-Йона, в 27 км от автомагистрали A83. Через территорию коммуны протекает рек Лонь.
Население (2017) — 4 514 человек.

## История
Приход Леже упоминается под названием "Лежиако" в 1119 году в документе, перечисляющем владения аббатства Святого Филиберта в Турню.
В конце XII или начале XIII века из двух небольших монастырей на территории прихода Леже были образованы два аббатства в Пуату: бенедиктинское аббатство в Ле-Шато-д’Олоне и августинское аббатство в Фонтене-ле-Конте.
Во время гугенотских восстаний король Людовик XIII собрал в Леже свою армию и 13 апреля 1622 года двинулся к острову Ре, чтобы сразиться там с лидером гугенотов герцогом Субизом.
Во время Вандейского мятежа один из его лидеров генерал Шаретт находился в Леже с апреля по сентябрь 1793 года, здесь он создал свой штаб. Коммуна была местом сражения республиканских и роялистских войск 30 апреля 1793 года, закончившегося победой мятежников. После разгрома восстания действия «адских колонн» в Леже были особенно жестокими (т.н. «резня в Леже»). 
18 июня 1861 года коммуне Леже были переданы части территорий соседних коммун Ле-Люк-сюр-Булонь и Гран’ланд, относящихся к Вандее, что привело к изменению границ департаментов Атлантическая Луара и Вандея.
В 1893 года Леже стала конечной станцией узкоколейной железнодорожной линии из Нанта, закрытой в 1935 году.

## Достопримечательности
- Шато Буа-Шевалье XVIII века
- Шато Ле-Ретай XV-XVII веков
- Шато Гуфье XIX века
- Монастырь визитанок XIX века
- Церковь Успения Богородицы XX века
- Часовня Нотр-Дам в Питье 1826 года

## Экономика
Структура занятости населения:
- сельское хозяйство — 4,9 %
- промышленность — 12,7 %
- строительство — 13,8 %
- торговля, транспорт и сфера услуг — 29,2 %
- государственные и муниципальные службы — 39,4 %

Уровень безработицы (2017 год) — 10,9 % (Франция в целом — 13,4 %, департамент Атлантическая Луара — 11,6 %). 

Среднегодовой доход на 1 человека, евро (2017 год) — 19 960 (Франция в целом — 21 110, департамент Атлантическая Луара — 21 910).

## Демография
Динамика численности населения, чел.

## Администрация
Пост мэра Леже с 2020 года занимает Тьерри Грассино (Thierry Grassineau). На муниципальных выборах 2020 года он был единственным кандидатом на пост мэра.
| Период | Период | Фамилия           | Партия                         | Примечания                            |
| ------ | ------ | ----------------- | ------------------------------ | ------------------------------------- |
| 1977   | 1987   | Луи Маркетто      | Союз за французскую демократию | член Генерального совета департамента |
| 1987   | 1989   | Сюзан Грюлье      |                                |                                       |
| 1989   | 2001   | Жан-Клод Грассино |                                |                                       |
| 2001   | 2020   | Жан-Клод Бриссон  | Разные правые                  | управляющий компанией                 |
| 2020   |        | Тьерри Грассино   | Разные правые                  | управляющий компанией                 |

## Галерея

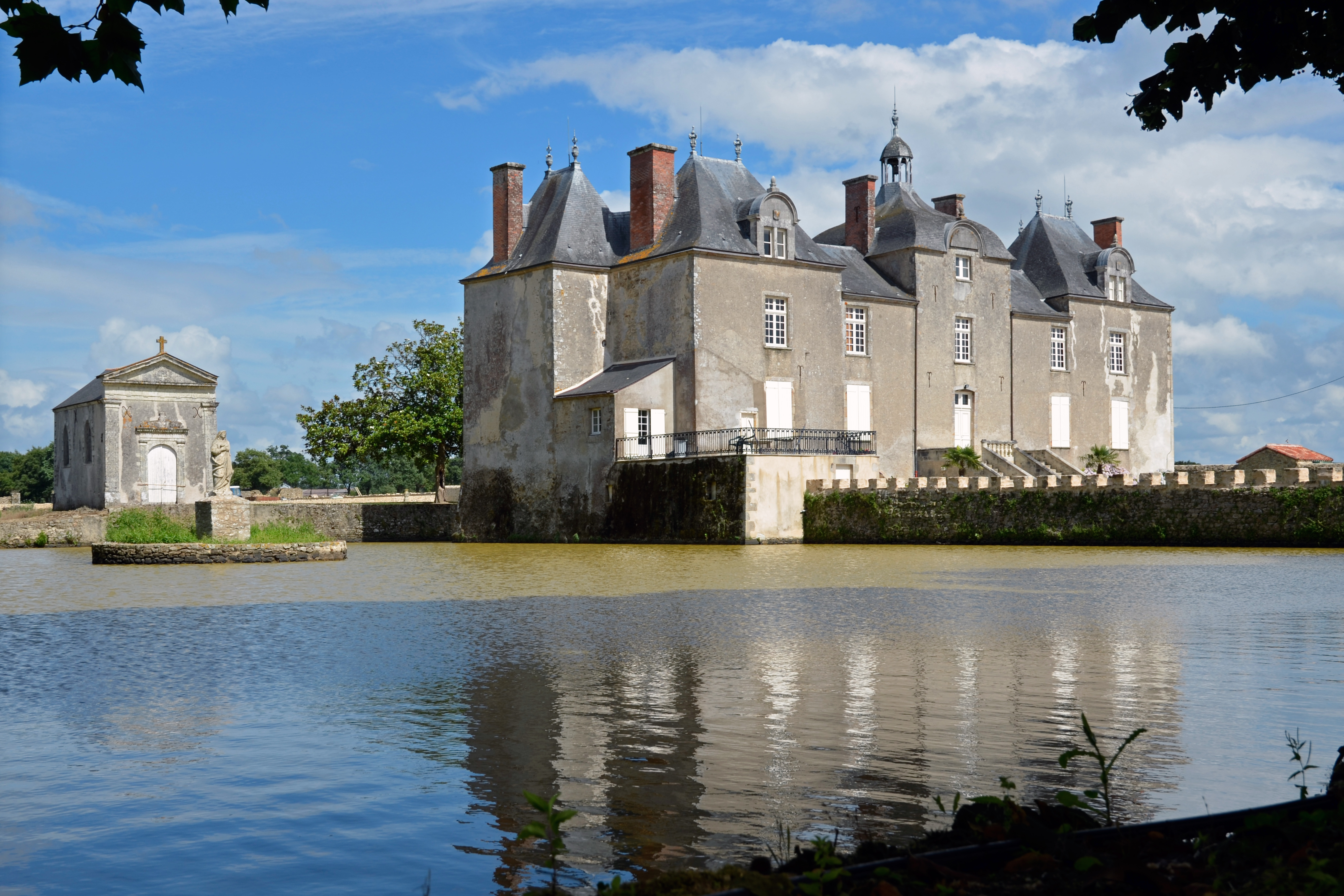
Шато Буа-Шевалье
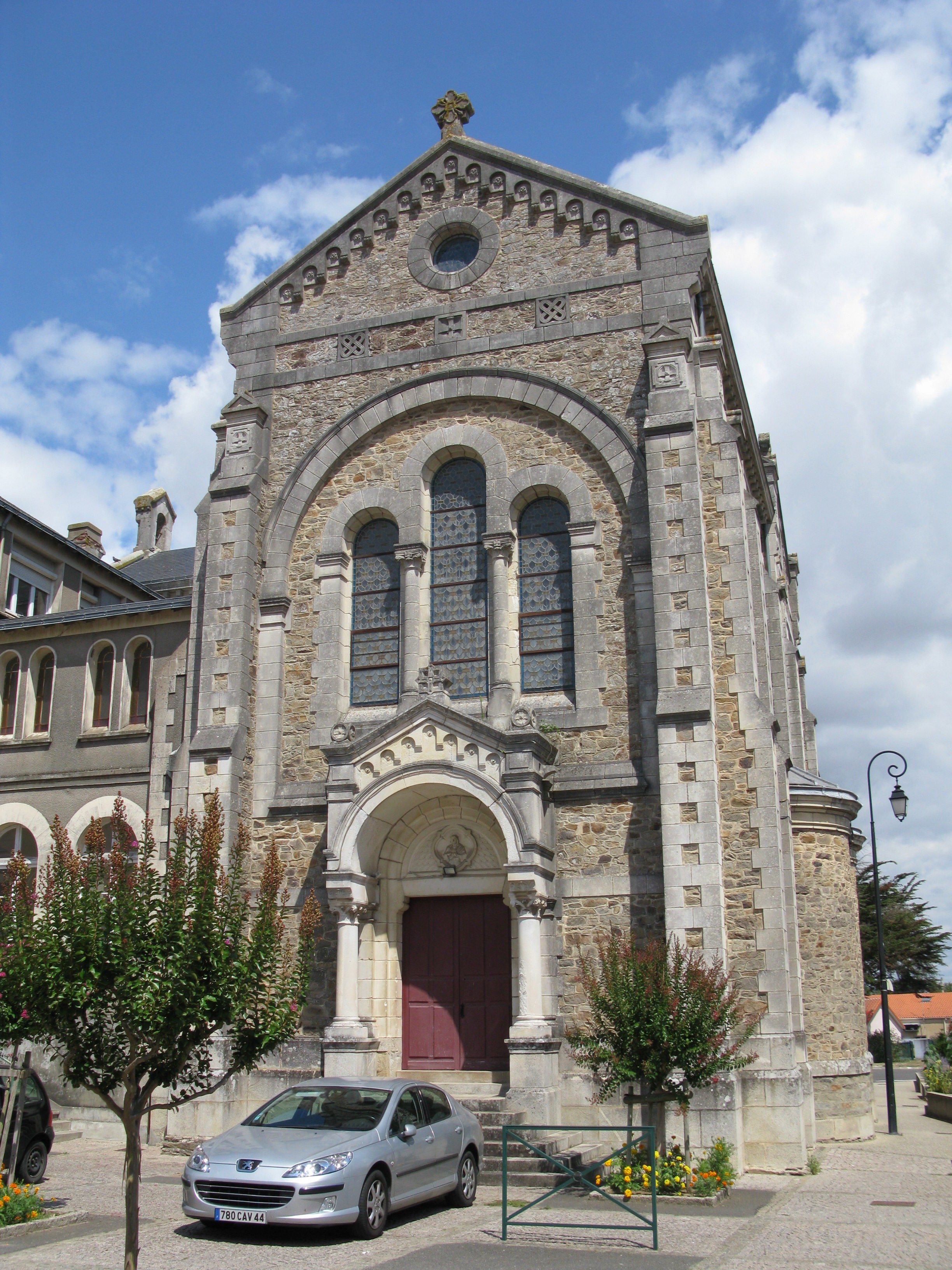
Часовня монастыря визитанок
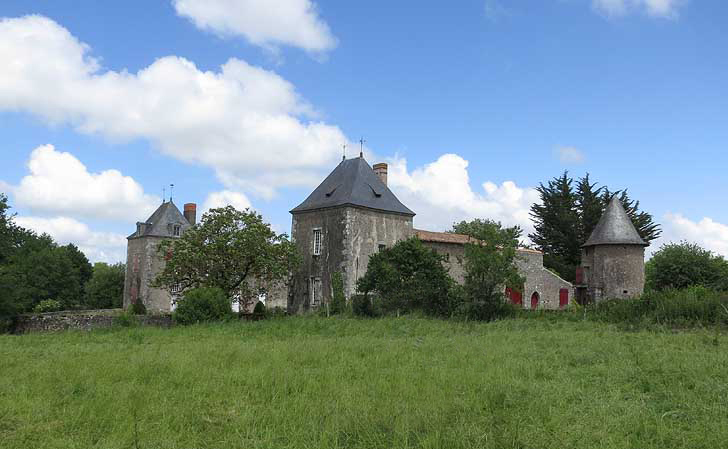
Шато Ле-Ретай
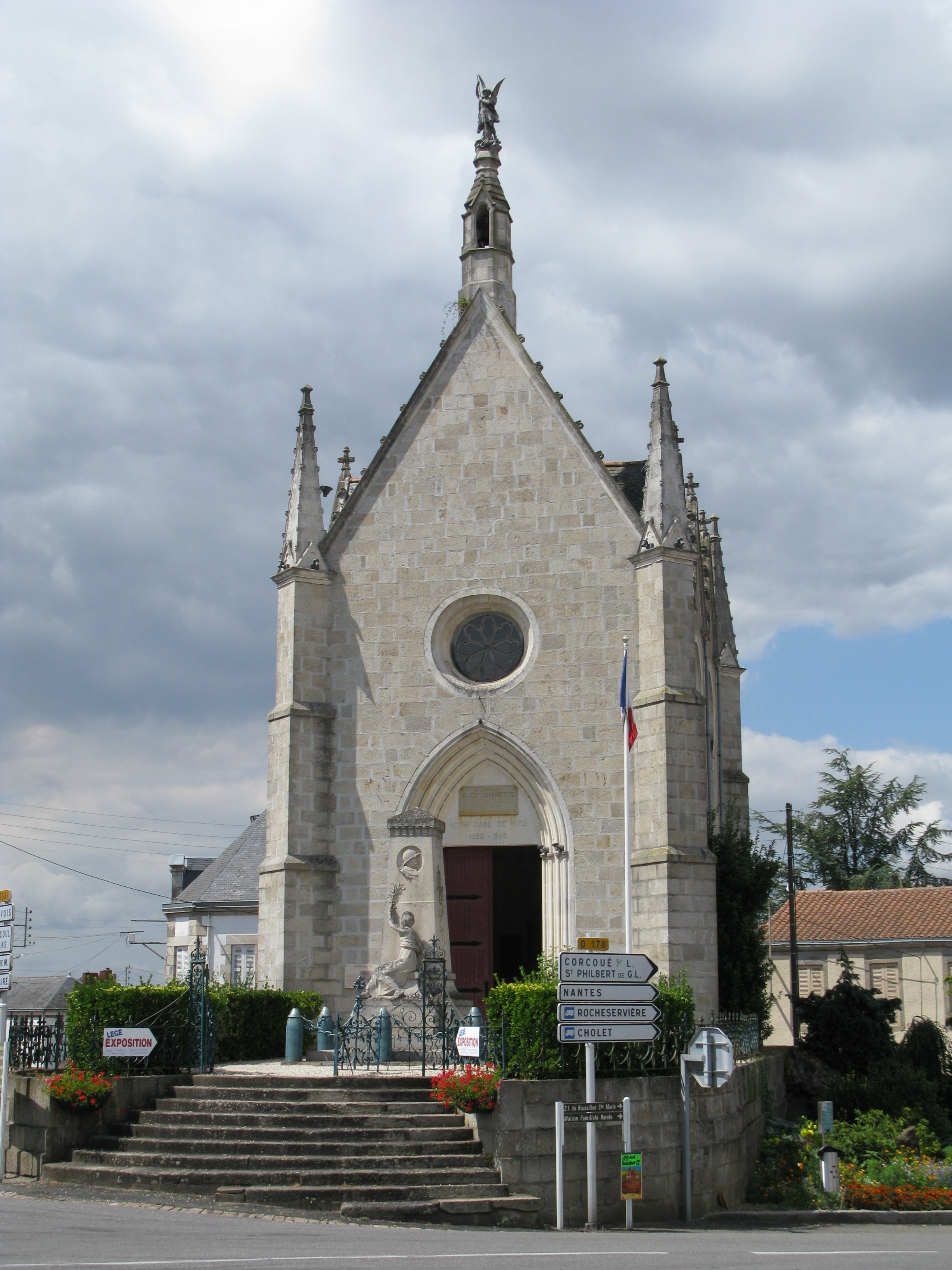
Часовня Нотр-Дам в Питье